# I Am (2012)
I Am ist ein Dokumentarfilm über die Popstars der Talentagentur SM Entertainment. Gezeigt wird die Entwicklung junger Menschen von ihrer Zeit als Trainees bis hin zum Star mit großen Erfolgen.
Außerdem zeigt der Film Auftritte von dem Konzert SMTown Live World Tour in Madison Square Garden in New York. Mit dabei sind Kang Ta, BoA, TVXQ, Super Junior, Girls’ Generation, Shinee sowie f(x).
Der Film kam am 10. Mai 2012 in die südkoreanischen Kinos.

## Produktion
Produziert wurde der Film von CJ Entertainment und SM Entertainment.
Am 24. April 2012 veröffentlichte SM Entertainment den Titelsong Dear My Family.